# 把握
把握（はあく）は、物を「握る・つかむ・つまむ」などといった動詞で表されるような動作をすること。本稿では主にヒトの手による把握能力について説明し、サル類の手・哺乳類の前肢・ヒト及びサル類の足・その他の動物の器官によるものについても記す。

## ヒトの手の把握能力
ヒトの手においては、親指と他の指が対向しており、把握動作が日常的かつ主要な動作となっている。一口に把握と言っても、棒を握るような単純なものから、箸を扱うような複雑なものまで、様々な形態のものがある。ヒトの手の把握形態の大まかな分類としては握力把握と精密把握が挙げられ、前者は全部の指と掌全体でつかむような形で、物を力強く握るものであり、後者は細かく精度の高い操作を行うものである。実際にはその中間型や母指不関与型のものもある。ヒトの手の把握動作には、手のアーチも重要な役割を果たす。
新生児の手には、原始反射の一つとして、手掌を刺激すると反射的に把握動作を行う把握反射が見られる。この手の把握反射は、自らの意思で物を握れるようになる生後3～4ヶ月で自然に消失する。
主にヒトの手（サル類の手などでも用いられる場合あり）で物体を把握するときの力は握力で表される。詳細は当該項目を参照。

### 把握パターン
カッコ内は代表的な物体の例を示す。
- 握力把握系
  - 標準型（包丁・金槌）
  - 鉤型（団扇・鞄）
  - 示指伸展型（編み棒・千枚通し）
  - 伸展型（皿）
  - 遠位型（鋏・ホッチキス）
- 中間把握系
  - 側面把握（鍵）
  - 三面把握－標準型（鉛筆）
  - 三面把握－亜型Ⅰ（テーブルスプーン）
  - 三面把握－亜型Ⅱ（箸）
- 精密把握系
  - 並列軽屈曲把握（縦長の盃・湯呑）
  - 包囲軽屈曲把握（ボール・茶筒の蓋）
  - 指尖把握（画鋲・輪ゴム）
  - 並列伸展把握（トイレットペーパー・化粧用パフ）
- 母指不関与系
  - 内転把握（タバコ）

## サル類の手・その他の動物の前肢の把握能力
霊長類のほとんどの種では手に5本の指を持ち、親指が他の4本と多少とも対向しているため、物をつかむことができる。樹上生活を送る動物の多くは手に鉤爪（かぎづめ）を持ち、これを樹木に引っ掛けて移動するが、霊長目は木や物をしっかりと掴むことのできる構造の手（親指と他の指との対向性）を進化させ、鉤爪の代わりに、指の末端を補強する役割を持つ扁爪（ひらづめ）を発達させた。霊長類の始原的動物が鉤爪を捨てて木の枝を握ったことは、後世の子孫の一つであるヒトにとってはその誕生の第一条件と言ってよい。
ただし、霊長類の手の形態・手による把握の形態には種により大なり小なり違いが見られる。類人猿を例に取れば、ゴリラ・チンパンジー・オランウータンの順に次第に、親指以外の4本の指で木にぶら下がることを重視した、親指が小さく全体に細長い形態の手になる。ヒトの手はチンパンジーなどの類人猿の手よりも原始的で未発達との研究もある。クモザルに至っては親指は完全に消失している。
霊長類以外の四肢を持つ動物の前肢は、一般に四足歩行・走行に使われるだけで把握能力は持たないことが多い。例外としてリスやネズミ、樹上生活をするコアラなどは前肢で木や物をつかむことができる。コアラの場合は第1指と第2指が他の3本と対向している。

## 足（後肢）の把握能力
ヒトの足においては、進化論的には、祖先が樹上生活のために手に準ずる形態や能力を持っていたのが、樹上生活を捨てて地上を直立二足歩行するようになったため、直立二足歩行に適した形態に進化し、そのために足の把握能力、特に拇趾対向性は退化したとされ、手のような器用さは期待できない。ただし、ヒトの足指もトレーニングすれば巧緻性が高くなるため、生まれつき手のない人や、病気や事故により両手が使えない人は、足指をそれなりに器用に動かして手のように扱うほか、一般の人でも、足指で把握動作をトレーニングすることにより、踏ん張りや転倒防止に繋がる面もあるとされる。前述のような、足で絵筆をつかんで絵を描いたり、あるいは口で絵を描く人の団体である口と足で描く芸術家協会がある。新生児には足にも把握反射が見られ、手の把握反射よりも長く残り、二足で立つ頃である1歳近くの頃に消失する。また足の握力は足趾把持力と呼ばれる。
対して、サル類（ヒト以外の霊長類）の場合は、一般に足（後肢）も手に準ずる形態や把握能力を持っており、樹上生活に適している。そのため霊長類はかつては「四手類」と呼ばれた。霊長類の足の形態についても種により違いがみられ、類人猿を例に取れば、ゴリラ・チンパンジー・オランウータンの順に次第に、ヒトの手に近い形態で物を把握するのに有利な構造の足となる。また霊長類ではないが樹上生活をするコアラの後肢や、鳥類の足も把握能力を有している。

## その他の動物の器官の把握能力
動物の四肢以外の器官で、把握能力を持つ例としては、新世界ザル・トカゲ・タツノオトシゴなどの尾（タツノオトシゴは尾で海藻をつかむ）、キリンの舌、ゾウやバクの鼻、タコやイカの腕、オウムガイの触手などが挙げられる。